# Лебас, Томас
Томас Лебас (фр. Thomas Lebas; род. 14 декабря 1985 в городе По, Франция) — французский шоссейный велогонщик, выступающий за японскую континентальную команду «Kinan Cycling».

## Достижения
2009
3-й Вуэльта Наварры
2012
3-й Тур Кумано
2013
1-й  Тур Сетифа
1-й  Очковая классификация
1-й Этап 2
2014
1-й  Тур Сетифа
1-й  Горная классификация
1-й Этап 5 Тур Гваделупы
2-й Тур Константины
1-й Этап 2
2015
1-й  Тур Филиппин
1-й Этап 7 Тур Гваделупы
2016
1-й  Горная классификация Тур Азербайджана
3-й Тур Кумано
2017
1-й  Тур Флореса
1-й Этап 6
1-й Этап 2 Тур Кумано
2018
2-й Тур Шарджи
3-й Тур Японии
1-й Этап 4
3-й Тур Таиланда
3-й Тур Иджена